# Jacques de Hemricourt
Jacques de Hemricourt (* 1333 in Liège (Lüttich); † 1403 in Lüttich) war ein französischsprachiger Schriftsteller. Zwei seiner Werke sind inspiriert von der Regionalgeschichte der Stadt Lüttich: Le miroir des nobles de Hesbaye und der Traité des guerres d'Awans et de Waroux (1296-1335). In seinen Schilderungen beklagt er wie sein Zeitgenosse Jean Froissart den Niedergang des Rittertums und den Aufstieg des demokratischen Herrschaftssystems.